# Maja Vidmar
Maja Vidmar (* 30. prosince 1985 Kranj, Slovinsko/Jugoslávie) je slovinská sportovní lezkyně a bývalá reprezentantka v lezení na obtížnost. Vítězka Světových her, světového poháru, zimních armádních světových her a vicemistryně Evropy.
Závodům se věnovala také její sestra Katja Vidmar, juniorská vítězka Evropského poháru juniorů z roku 2002 (Maja jej také vyhrála v roce 2000).

## Výkony a ocenění
- 2008: získala ocenění La Sportiva Competition Award
- 2009: nominace na ocenění Salewa Rock Award
- nominace na Světové hry v roce 2009, kde zvítězila v lezení na obtížnost
- deset nominací na prestižní mezinárodní závody Rock Master v italském Arcu, dvě stříbrné medaile

### Závodní výsledky
| Světové hry | Světové hry |
| Rok         | 2009        |
| ----------- | ----------- |
| Obtížnost   | 1           |

| Arco Rock Master | Arco Rock Master | Arco Rock Master | Arco Rock Master | Arco Rock Master | Arco Rock Master | Arco Rock Master | Arco Rock Master | Arco Rock Master | Arco Rock Master | Arco Rock Master |
| Rok              | 2003             | 2004             | 2005             | 2006             | 2007             | 2008             | 2009             | 2010             | 2011             | 2014             |
| ---------------- | ---------------- | ---------------- | ---------------- | ---------------- | ---------------- | ---------------- | ---------------- | ---------------- | ---------------- | ---------------- |
| Obtížnost        | 6                | 9                | 4                | 7                | 2                | 2                | 6                | 15               | —                | 12               |
| Duel             | —                | —                | —                | —                | —                | —                | —                | —                | 14               | —                |

| Mistrovství světa | Mistrovství světa | Mistrovství světa |
| Rok               | 2007              | 2009              |
| ----------------- | ----------------- | ----------------- |
| Obtížnost         | 3                 | 3                 |

| Světový pohár       | Světový pohár | Světový pohár | Světový pohár | Světový pohár | Světový pohár | Světový pohár |
| Rok                 | 2005          | 2006          | 2007          | 2008          | 2009          | 2011          |
| ------------------- | ------------- | ------------- | ------------- | ------------- | ------------- | ------------- |
| Obtížnost           | 2             | 4             | 1             | 2             | 3             | 3             |
| jednotlivě* (x/x/x) |               |               |               |               |               |               |
|                     |               |               |               |               |               |               |
| Bouldering          | —             | 37-38         | —             | —             | —             | 88-90         |
| jednotlivě*         |               |               |               |               |               |               |
|                     |               |               |               |               |               |               |
| Kombinace           | —             | 3             | —             | —             | —             | 5             |

- poznámka: nalevo jsou poslední závody v roce

| Zimní armádní světové hry | Zimní armádní světové hry |
| Rok                       | 2010                      |
| ------------------------- | ------------------------- |
| Obtížnost                 | 1                         |

| Mistrovství Evropy | Mistrovství Evropy | Mistrovství Evropy |
| Rok                | 2006               | 2008               |
| ------------------ | ------------------ | ------------------ |
| Obtížnost          | 3                  | 2                  |

| Mistrovství světa juniorů | Mistrovství světa juniorů |
| Rok                       | 2003 juniorky             |
| ------------------------- | ------------------------- |
| Obtížnost                 | 2                         |

| Evropský pohár juniorů | Evropský pohár juniorů | Evropský pohár juniorů | Evropský pohár juniorů |
| Rok                    | 2000 kat B             | 2002 kat A             | 2004 juniorky          |
| ---------------------- | ---------------------- | ---------------------- | ---------------------- |
| Obtížnost              | 1                      | 3                      | 2                      |

### Film
- 2010: No Numbers, 2010, 15', Slovinsko, dokument o lezení Maji Vidmar[2]